# Duxbury (Vermont)
Duxbury – miasto w Stanach Zjednoczonych, w stanie Vermont, w hrabstwie Washington.